# تشارلز مارتن (سياسي أمريكي)
تشارلز مارتن (بالإنجليزية: Charles Martin)‏ هو سياسي أمريكي، ولد في 12 يوليو 1931، وتوفي في 8 ديسمبر 2012. انتخب عضو مجلس نواب ألاباما.